# داميان هاردونج
داميان هاردونج هو ممثل ألماني وُلد في السابع من سبتمبر عام 1998.

## حياته
نشأ داميان في مدينة كولونيا الألمانية، في سن الرابعة عشر حصل على منحة للمتفوقين للدراسة في مدرسة خاصة في نيويورك، و كان لاعب في نادي فورتونا كولن بفرقة دون التاسعة عشر، و قد ترك اللعب بالنادي من أجل مهنة التمثيل. في عام 2016 اجتاز الثانوية العامة الألمانية. بدأت شهرة داميان من مسلسل نادي أصحاب السوار الأحمر الذي تم عرضع على شبكة فوكس، و في عام 2018 لعب دور البطولة في الفيلم السينمائي أجمل فتاة في العالم،و في عام 2019 لعب دور شخصية دانيل ريفيت في مسلسل نتفليكس كيف تبيع المخدرات أونلاين (بسرعة)، و شارك أيضًا في العام ذاته في المسلسل الألماني-الإيطالي اسم الوردة

## أعماله
- 2010: الرداء السحري (فيلم قصير)
- 2011: ملوك الشارع (فيلم قصير)
- 2012: أونلاين- ابنتي في خطر (فيلم تلفزيوني)
- 2012: سيدة الخشب (فيلم تلفزيوني)
- 2013: كلارا و سر الدببة
- 2014: جريمة قتل غي إربسفالد (فيلم تلفزيوني)
- 2015: نساء (فيلم تلفزيوني)
- 2015: صديقات- الكل للواحد
- 2015-2017: نادي أصحاب السوار الأحمر (مسلسل تلفزيوني)
- 2018: أجمل فتاة في العالم (فيلم سينمائي)
- 2019: اسم الوردة (مسلسل تلفزيوني)
- 2019-2021: كيف تبيع المخدرات أونلاين (بسرعة)

## وصلات خارجية
- داميان هاردونج على موقع IMDb (باللغة الإنجليزية)
- دانيل هاردونج على موقع filmstarts (باللغة الألمانية)
- داميان هاردونج على موقع kino.de نسخة محفوظة 9 فبراير 2019 على موقع واي باك مشين. (باللغة الألمانية)